# Javabindenpitta
Die Javabindenpitta (Hydrornis guajanus), früher als Bänderpitta oder Bindenpitta bezeichnet, ist eine Schreivogelart aus der Familie der Pittas (Pittidae). Sie kommt auf den Inseln Java und Bali vor.

## Merkmale

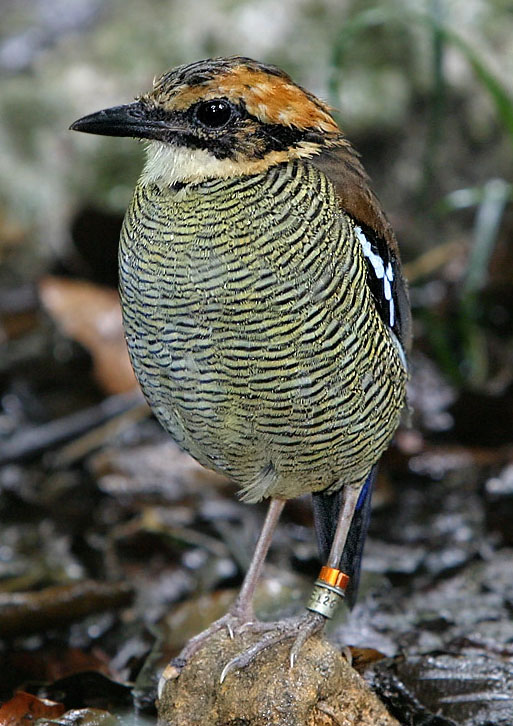
Weibchen der Javabindenpitta

Die Javabindenpitta erreicht eine Körperlänge von 20 bis 23 cm und ein Gewicht von 93 bis 106 g. Beim Männchen sind der Oberkopf und die Kopfseiten schwarz mit einem breiten hellgelben Überaugenstreif. Die Oberseite ist schlicht kastanienbraun. Die Unterseite und der Schwanz sind tiefblau. Die Flügel sind schwärzlich braun mit einem weißen Fleck an den Handschwingen. Die äußeren Armschwingen haben einige weiße Flecken. Die mittleren und großen Handdecken haben breite weiße Spitzen. Kinn und Kehle sind weiß. Am Unterhals geht die Färbung allmählich in einen gelblichen Ton über. Über die Oberbrust verläuft ein blaues Band. Die übrige Unterseite ist gelb mit einer schwärzlichen Bänderung. Die Iris ist braun. Der Schnabel ist schwarz und die Füße sind purpurrosa. Das Weibchen ist stumpfer gefärbt, die Oberseite ist braun und der Überaugenstreif ist gelbbraun. Über die Oberbrust verläuft ein schmales, schwarzes Band und die Unterseite ist heller gelb. Dunkle Streifen an den blauen Oberschwanzdecken wiesen nur 6 Prozent der untersuchten 157 Exemplare auf. Dieser Wert gilt für beide Geschlechter und ebenfalls für die Arten Hydrornis schwaneri und Hydrornis irena. Die juvenilen Vögel sind braun gesprenkelt mit einigen weißen Flügeldeckenflecken. Der Färbung des Schwanzes geht allmählich von braun in blau über. Beim Schnabel sind Basis und Spitze orangefarben. Bei flügge gewordenen Vögeln ist ein Sexualdimorphismus erkennbar. Die Männchen haben eine dunkelbraune Brust mit einer schwachen Strichelung und Bänderung. Die Weibchen weisen eine helle Brust mit cremefarbenen Flecken auf. Beim Männchen ist der Kopf dunkler als beim Weibchen.

## Lautäußerungen
Die Lautäußerungen sind höher und kürzer, als bei der Borneobindenpitta und bei der Malaiienbindenpitta. Im Gegensatz dazu ist der Alarmruf dem der Malaiienbindenpitta ähnlich, unterscheidet sich jedoch offensichtlich von dem der Borneobindenpitta.

## Lebensraum
Die Javabindenpitta bewohnt Primärwälder und seltener ältere Sekundärwälder. Ferner ist sie in Kaffeeplantagen (auf Java), in Nutzholzwäldern oder Wäldern mit starkem Holzeinschlag und in von Salakpalmen dominierten Gärten in der Umgebung von Jakarta anzutreffen. Sie kommt im Tiefland und auf Bali bis in Höhenlagen von 1500 m vor.

## Nahrungsverhalten
Die Nahrung besteht hauptsächlich aus Insekten, darunter Raupen, Termiten, Ameisen und Schaben. Schnecken, Regenwürmer und kleine orangefarbene Beeren bereichern das Nahrungsangebot. Von zwei Exemplaren wurde berichtet, dass sie sich vom Kadaver einer toten Schamadrossel oder möglicherweise auch nur von darin enthaltenen Wirbellosen ernährt hatten. Die Javabindenpitta geht auf dem Boden auf Nahrungssuche. Gelegentlich kommt es zur Trennung der Geschlechter, zumindest jahreszeitlich in Ostjava.

## Fortpflanzungsverhalten
Die Brutzeit ist von Januar bis Juni auf Java, wobei die meisten Gelege zwischen Februar und April gesammelt wurden. Das kugelförmige Nest hat einen Durchmesser von 19 bis 24 cm. Es wird aus Laubblättern, einigen zerhackten Bambusblättern, kleinen Stöckchen und Gras errichtet und locker mit Wurzeln und Fasern zusammengehalten. Das Nest hat einen seitlichen Eingang und befindet sich in Büschen zwei Meter über dem Boden. Das Gelege besteht aus zwei bis fünf Eiern, durchschnittlich aus drei bis vier. Die Farbe ist mattweiß mit rötlichen, braunen, lavendelfarbenen und schwarzen Flecken, die am breiten Ende konzentriert sind, und darunterliegenden grau-lila Flecken. Die Größe der Eier ist nur von Java bekannt. Ihre Maße betragen 24,6–20,5 mm × 18–25,1 mm und sie haben ein Gewicht von 6,7 g.

## Systematik
Die Javabindenpitta, die Borneobindenpitta (Hydrornis schwaneri) und die Malaiienbindenpitta oder Blauschwanzpitta (Hydrornis irena) galten früher als konspezifisch und wurden als Bänderpitta oder Bindenpitta (Hydrornis guajanus, Syn.: Pitta guajana) bezeichnet. 2010 legten Frank E. Rheindt und James A. Eaton eine Revision vor, in der sie auf die morphologischen Unterschiede zwischen den drei Taxa hinwiesen und eine Aufspaltung in drei Arten vorschlugen. Dieser Einschätzung folgten die Clements Checklist im Jahr 2012, die World Bird List des International Ornithological Congress im Jahr 2010, BirdLife International und die IUCN im Jahr 2011 und das Handbook of the Birds of the World im Jahr 2016.

## Status
Die Javabindenpitta wird von der IUCN in die Kategorie nicht gefährdet (least concern) und im Washingtoner Artenschutzübereinkommen in Anhang II gelistet. Die Art gilt als selten bis örtlich ziemlich häufig. Der Bestand hat rapide abgenommen, was nicht nur auf den Lebensraumverlust zurückzuführen ist, sondern auch auf den illegalen Handel mit Käfigvögeln, wobei die Javabindenpitta als am häufigsten gefangene Pittaart auf Java gilt. So werden Exemplare auf den Märkten von Bandung und Jakarta für 27 beziehungsweise 42 US-Dollar angeboten. Trotz einer gewissen Toleranz gegenüber Veränderungen des Lebensraums bleibt die Zerstörung der Wälder zumindest auf lange Sicht eine Bedrohung. Die Javabindenpitta kommt in mehreren Schutzgebieten vor, z. B. in den Nationalparks Ujung Kulon und Baluran auf Java und im Nationalpark Bali Barat auf Bali.